# フォルクスワーゲン・ID.4
ID.4は、ドイツの自動車メーカー、フォルクスワーゲンが製造・販売する電気自動車のSUVである。

## 概要
2020年、欧州での生産・販売を開始。EV専用の新アーキテクチャー"MEB"（モジュラー・エレクトリックドライブ・マトリックス）をベースとしたラインアップ「ID.ファミリー」に属する、フォルクスワーゲン初のフル電動SUVである。Cセグメントに位置する。
大容量のバッテリーを前後アクスル間のアンダーボディに搭載するMEBアーキテクチャーにより、長い航続距離を実現するとともに、ロングホイールベース・ショートオーバーハング化によって、ボディサイズに対して1クラス上のモデルに匹敵する室内空間を実現している。重量のあるバッテリーを、前後アクスル間のアンダーボディに格納することで、車両の低重心化と、最適な前後重量バランスを両立した。
バッテリー容量は2種類存在し、それぞれ異なるモーター出力を組み合わせる。52kWhのバッテリーには、125kW (170PS) / 310Nm のモーターを搭載し、最大航続距離は388km（WLTC モード）となっている。77kWhの大容量バッテリーには、150kW (204PS) / 310Nm のモーターを搭載し、0～100km/h 加速は8.5 秒（欧州発表値）、最大航続距離は561km（WLTC モード）を達成している。 いずれも、堅牢なアルミニウム製ハウジングに搭載され、重大な事故の際はバッテリーの電源が切れるよう、保護回路が組み込まれている。また、後輪駆動（RWD）と四輪駆動（4WD）の両方が用意されている。
エクステリアは、流れるようなボディ形状に加え、リヤのエアフローを効果的に断ち切るため、大型ルーフスポイラー、立体的な造形のテールライト クラスター、ほぼフラットなアンダーボディのリヤエンドに設置したディフューザーといった複数の要素を組み合わせることで、Cd値は0.28という、SUVとしては非常に優れた空気抵抗値を達成している。ライトユニットは、フロント・リヤともに全車LEDを採用しており、上級グレードには、マトリックスLEDを採用したIQ. LIGHTも用意する。
インテリアは、従来のシフトノブに代わる新装備、ドライブモードセレクターと統合されたメーターディスプレイや、大型のセンターディスプレイを採用した。アクセルペダルに再生マーク、ブレーキペダルに一時停止マークをモチーフとしたアルミ調ペダルクラスターを装備とし、電気自動車のイメージと遊び心を演出している。 また、フロントウィンドウの下に設置された「ID. Light」システムは、運転準備の完了、充電中のバッテリーレベルなどのステータスを、ドライバーへ直感的に伝えることを可能とする。
他のフォルクスワーゲン車と同様に、レーンキープアシストシステム“Lane Assist”や、プリクラッシュブレーキシステム “Front Assist”、レーンチェンジアシストシステム“Side Assist”や、緊急時停車支援システム“Emergency Assist”など、数多くの運転支援システムが装備されている。
欧州のみならず、北米や中国でも生産・販売されている世界戦略モデルである。生産は、ドイツのツヴィッカウ工場とエムデン工場、中国の佛山工場及び安亭工場、アメリカのチャタヌーガ工場で行われる。2021年には、ワールド・カー・オブ・ザ・イヤーを受賞した。

## 沿革
- 2020年9月23日 - ドイツで発表[4]。
- 2022年6月29日 - ハイパフォーマンスモデル・GTXを追加[3]。
- 同年10月7日 - 横浜で開催されたドイツフェスティバル2022で、日本初披露[5]。
- 同年11月22日 - 日本で発表・発売[6]。詳細は後述。

## 日本での展開
- 2022年11月22日、日本導入を記念した導入特別仕様として、「ID.4 Lite Launch Edition」ならびに「ID.4 Pro Launch Edition」の発売を開始。前者は52kWh、後者は77kWhのバッテリーを搭載する。Launch Editionでは、アウディ、ポルシェ、フォルクスワーゲンの3ブランドによる独自の充電ネットワーク「プレミアム チャージング アライアンス（PCA）」の年会費およびフォルクスワーゲン販売店での充電をひと月あたり60分まで、1年間無料で利用できる会員特典や、家庭に設置する普通充電器の設置費用10万円分サポート、買取価格保証型の残価設定ローン「フォルクスワーゲン ソリューションズ」 の特別残価設定といった、スペシャルな特典を提供する。
- 同年12月22日、標準グレードの先行受注受付を開始。多くの販売拠点において「Launch Edition」の 在庫が完売・あるいは品薄となってきている状況を考慮し、2023 年以降の生産で、同年第2四半期以降の販売分となる標準グレードの販売活動を前倒して開始した。 2023年以降生産モデルは、従来モデルと大きな変更点はないが、制御にかかわるハードウェアおよびソフトウェアの改良により、航続距離が延伸された（52kWh：388→435km、77kWh：561→618km）。これに伴い、希望小売価格が変更されたほか、独自の充電ネットワークにおける急速充電器利用料金の60分／月無償提供（登録から1年間）が、一部内容を変更して継続されることとなった。